# De finibus
De finibus bonorum et malorum (Sobre los fines de lo bueno y de lo malo) es un trabajo filosófico de Marco Tulio Cicerón, escrito en cinco libros donde se muestran el epicureísmo, el estoicismo y el academicismo de Antíoco de Ascalón. Lo escribió en el 45 a. C., en un mes y medio. Es el trabajo más extenso de este tipo junto con las Tusculanas. Lo dedicó a Marco Junio Bruto.

## Primer y segundo libros (Liber Primus et Liber Secundus)
En forma de diálogo entre varios amigos de Bruto, Cicerón muestra el epicureísmo, que toma como sumo bien la ausencia de dolor, aunque en el segundo libro la critica mostrando que tal fin no puede pertenecer al ser humano.

## Tercer y cuarto libros (Liber Tertius et Liber Quartus)
Se muestra el estoicismo, que toma como sumo bien la bondad moral, aunque en el cuarto libro se critica por excluir el resto de los fines como bienes.

## Quinto libro (Liber Quintus)
Se muestra el Academicismo de Antíoco de Ascalón, que toma como virtudes las susodichas junto con los bienes materiales, aunque es criticado por su inconsistencia.

## Citas
- "Pues los comienzos de todas las cosas son pequeños" ('Omnium enim rerum principia parva sunt') (V, 58).

- "Pero porque casi todos son afectados de esa manera, es prueba suficiente de que la naturaleza aborrece la aniquilación" ('sed quia fere sic afficiuntur omnes, satis argumenti est ab interitu naturam abhorrere') (V, 31).

- "Tampoco hay quien ame, persiga o desee obtener el dolor en sí mismo, porque es dolor, sino porque ocasionalmente ocurren circunstancias en las que el esfuerzo y el dolor pueden procurarle algún gran placer." ('Neque porro quisquam est, qui dolorem ipsum quia dolor sit amet, consectetur, adipisci velit, sed quia non numquam eius modi tempora incidunt ut labore et dolore magnam aliquam quaerat voluptatem.') (V, 32).